# Victoria Bridge
Victoria Bridge är en ort i Storbritannien.   Den ligger i distriktet Derry City and Strabane och riksdelen Nordirland, i den västra delen av landet, 600 km nordväst om huvudstaden London. Victoria Bridge ligger 34 meter över havet och antalet invånare är 318.
Terrängen runt Victoria Bridge är kuperad österut, men västerut är den platt. Victoria Bridge ligger nere i en dal. Runt Victoria Bridge är det ganska glesbefolkat, med 32 invånare per kvadratkilometer. Närmaste större samhälle är Strabane, 7,2 km norr om Victoria Bridge. Trakten runt Victoria Bridge består i huvudsak av gräsmarker.